# Cronologia de l'Univers

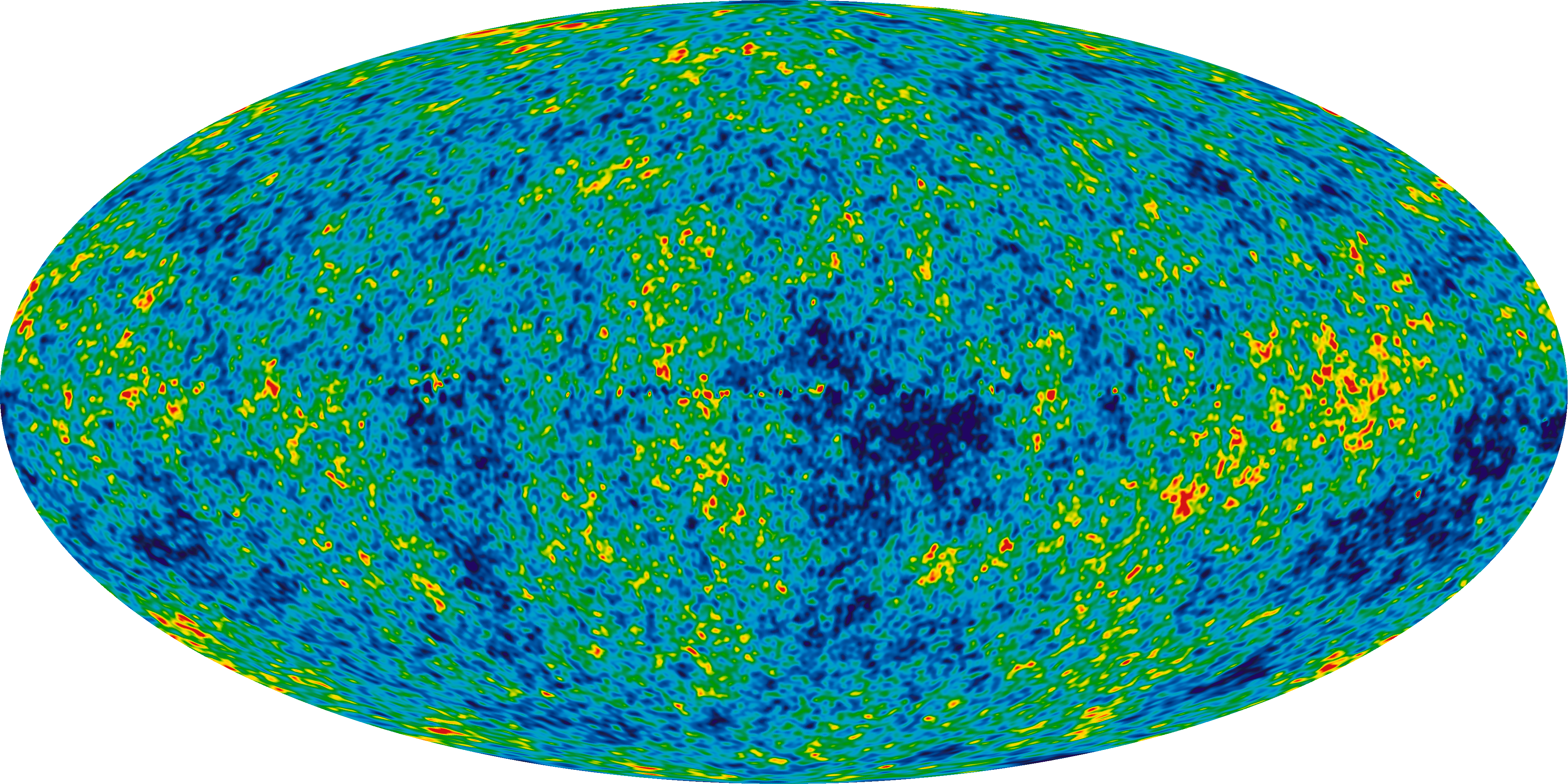
La imatge detallada de tot el cel de l'Univers infantil creada a partir de nou anys de dades WMAP. La imatge revela fluctuacions de temperatura de fa 13.770 milions d'anys (mostrades com a diferències de color) que corresponen a les llavors que van créixer per convertir-se en les galàxies. El senyal de la nostra galàxia es va restar utilitzant les dades multifreqüència. Aquesta imatge mostra una amplitud tèrmica de ± 200 microKelvin.

La cronologia de l'Univers descriu la història i el futur de l'Univers segons la cosmologia del big-bang.
Una investigació publicada el 2015 estima que les primeres etapes de l'existència de l'univers van tenir lloc fa 13.800 milions d'anys, amb una incertesa d'uns 21 milions d'anys amb un nivell de confiança del 68%.
Als efectes d'aquest resum, és convenient dividir la cronologia de l'univers des del seu origen en cinc parts.

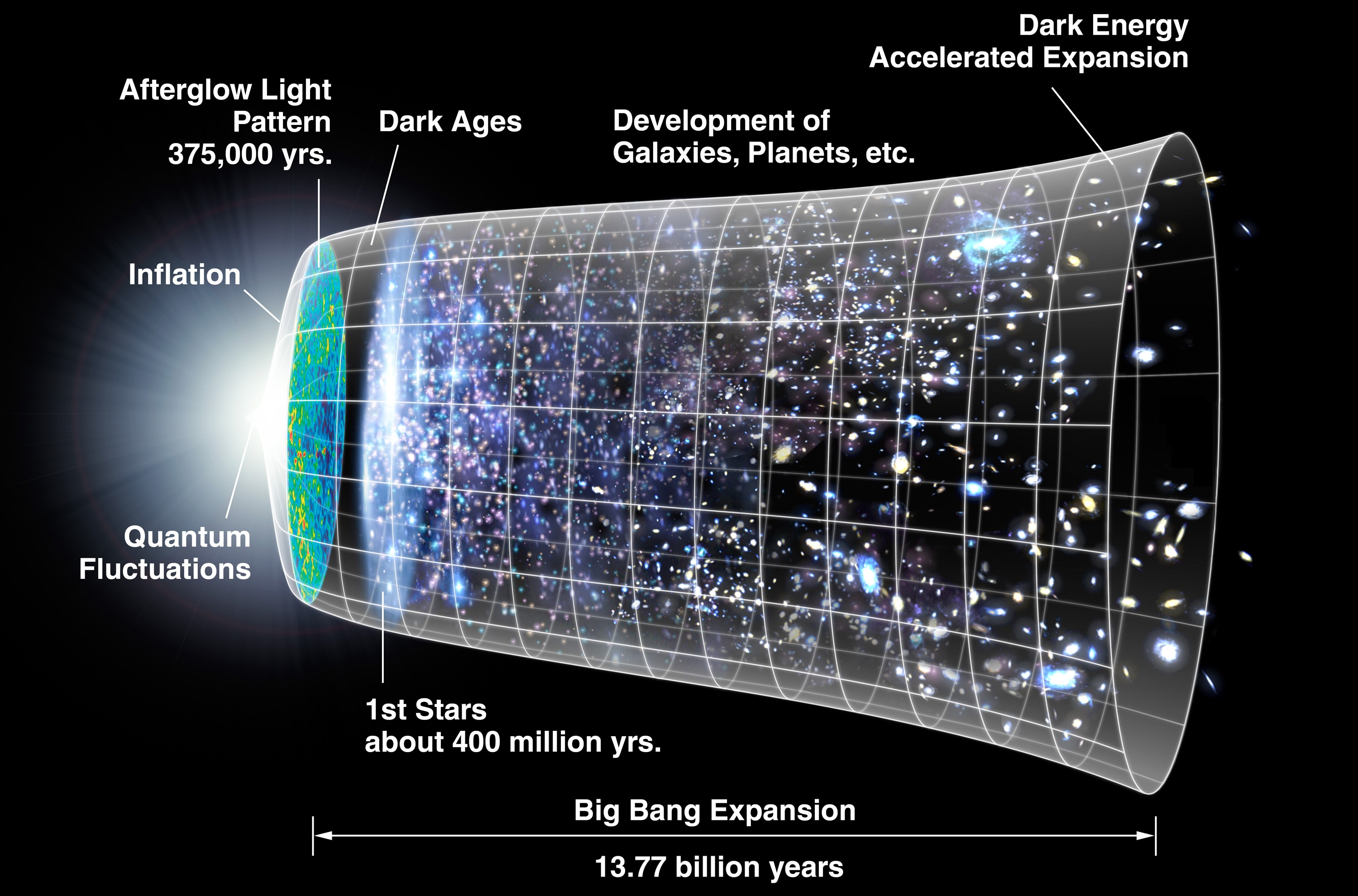
Diagrama de l'evolució de la (part observable) de l'univers des del Big Bang (esquerra), la resplendor posterior de referència del CMB, fins al present

## Univers molt primerenc
El primer picosegon (10−12 segons) de temps còsmic inclou l'època de Planck, durant la qual les lleis físiques actualment establertes poden no haver-se aplicat; l'aparició per etapes de les quatre interaccions o forces fonamentals conegudes: primer la gravitació, i més tard les interaccions electromagnètica, feble i forta ; i l'expansió accelerada de l'univers a causa de la inflació còsmica.
Es creu que les petites ondulacions de l'univers en aquesta etapa són la base d'estructures a gran escala que es van formar molt més tard.  Les diferents etapes de l'univers molt primerenc s'entenen en diferents graus. Les primeres parts estan fora de l'abast dels experiments pràctics en física de partícules, però es poden explorar mitjançant l'extrapolació de les lleis físiques conegudes a temperatures extremadament altes.

### Univers primerenc
Aquest període va durar uns 380.000 anys. Inicialment, es van formar diversos tipus de partícules subatòmiques per etapes. Aquestes partícules incloïen quantitats gairebé iguals de matèria i antimatèria, de manera que la major part es va aniquilar ràpidament, deixant un petit excés de matèria a l'univers.

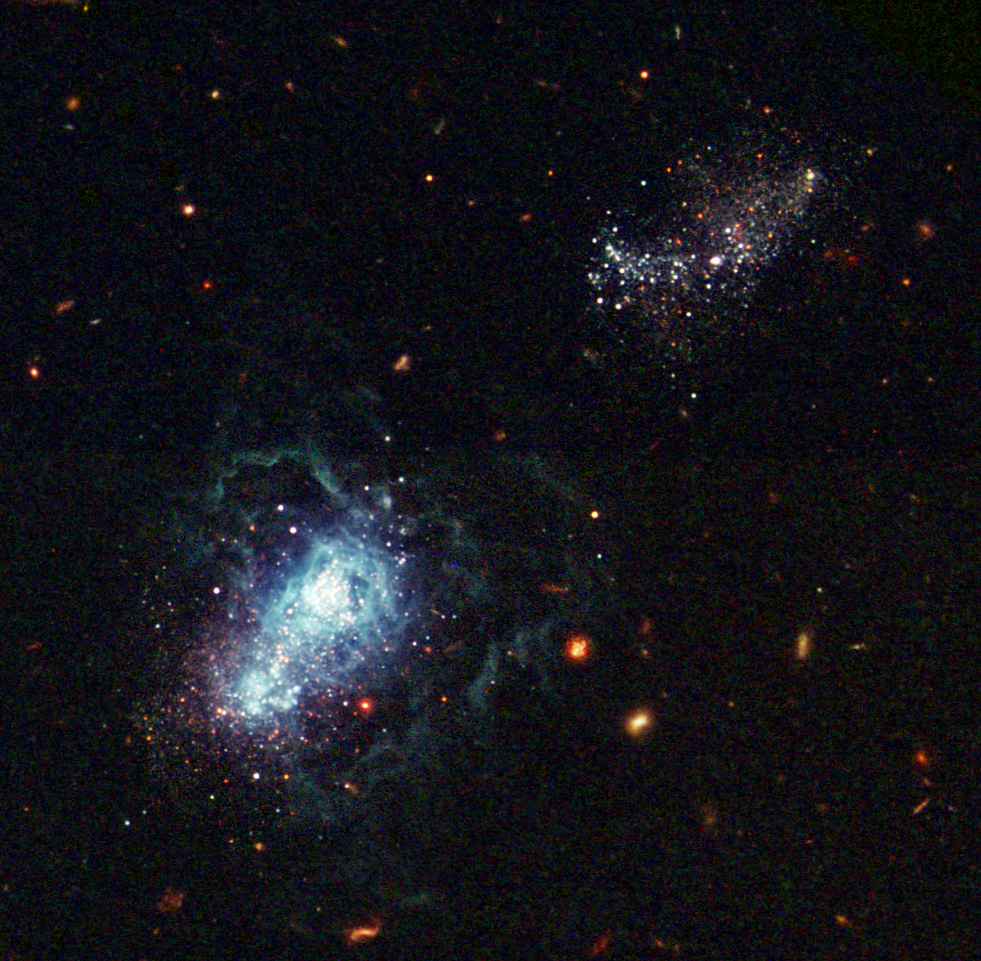
Una altra imatge del Hubble mostra una galàxia naixent formant-se a prop, cosa que significa que això va passar molt recentment a l'escala de temps cosmològica. Això demostra que la formació de noves galàxies a l'univers encara s'està produint.

Al cap d'un segon, els neutrins es van desacoblar; aquests neutrins van formar el fons de neutrins còsmics (CνB). Si existeixen forats negres primordials, també es formen aproximadament en un segon de temps còsmic. Emergeixen partícules subatòmiques compostes —inclosos protons i neutrons— i a partir d'uns dos minuts, les condicions són adequades per a la nucleosíntesi : al voltant del 25% dels protons i tots els neutrons es fusionen en elements més pesants, inicialment deuteri, que al seu torn es fusiona ràpidament principalment en heli-4.
Al cap de 20 minuts, l'univers ja no és prou calent per a la fusió nuclear, però és massa calent perquè existeixin àtoms neutres o perquè els fotons viatgin lluny. Per tant, és un plasma opac.

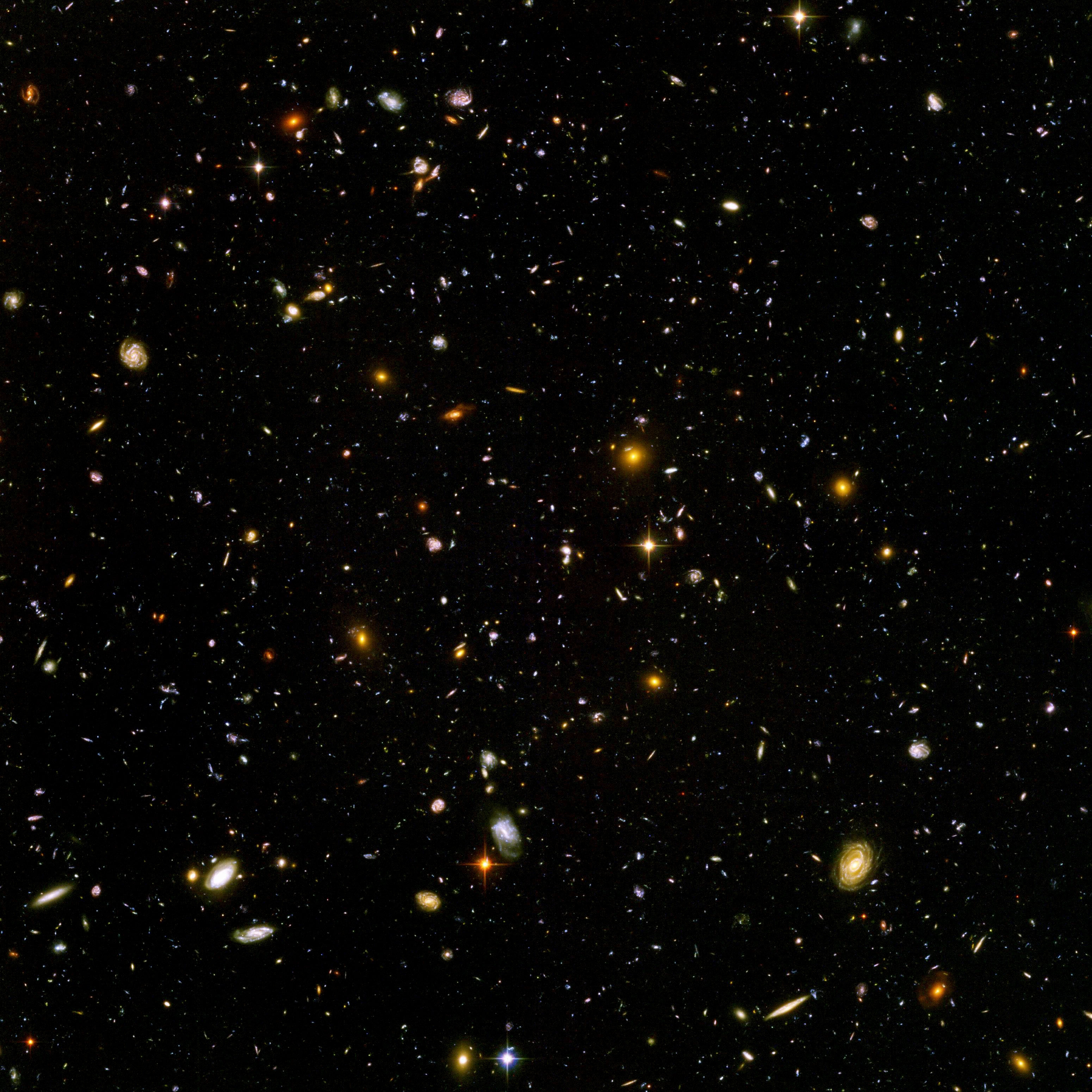
Els Camps Ultraprofunds del Hubble sovint mostren galàxies d'una era antiga que ens expliquen com era l'era estel·lífera primerenca.

L'època de recombinació comença al voltant dels 18.000 anys, quan els electrons es combinen amb els nuclis d'heli per formar He+
 ions. Al voltant de 47.000 anys, a mesura que l'univers es refreda, el seu comportament comença a estar dominat per la matèria en lloc de la radiació. Al voltant de 100.000 anys, després de la formació dels àtoms neutres d'heli, l'hidrur d'heli és la primera molècula. Molt més tard, l'hidrogen i l'hidrur d'heli reaccionen per formar hidrogen molecular ( H2 ), el combustible necessari per a les primeres estrelles. Cap a uns 370.000 anys, els àtoms d'hidrogen neutres acaben de formar-se ("recombinació" d'ions d'hidrogen i electrons), cosa que redueix considerablement la dispersió de fotons per Thomson. En deixar de ser dispersats per electrons lliures, els fotons es van "desacoblar" del plasma anterior i es van propagar lliurement. La majoria d'aquests fotons encara existeixen com a fons còsmic de microones (CMB). Aquesta és l'era més antiga de l'univers que podem observar directament avui dia.

### La gravetat construeix l'estructura còsmica

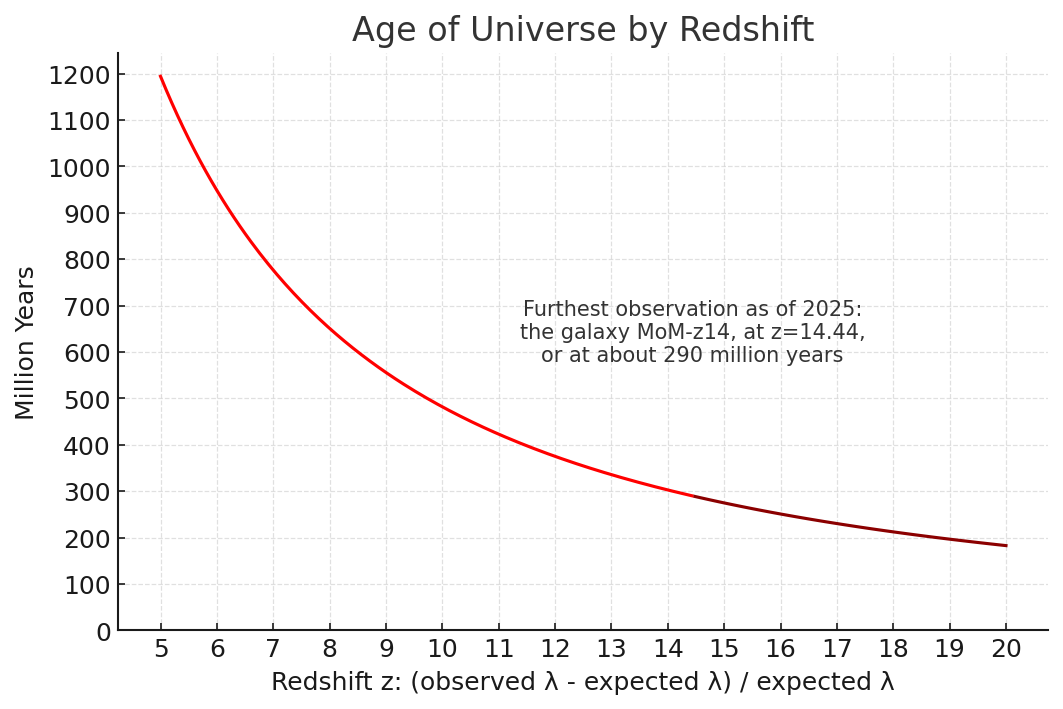
L'edat de l'univers per desplaçament cap al vermell de z=5 a 20. Per als objectes primerencs, aquesta relació es calcula utilitzant els paràmetres cosmològics de massa Ω_{m} i energia fosca Ω_{Λ}, a més del desplaçament cap al vermell i el paràmetre de Hubble H_{0.}

Aquest període mesura des de 380.000 anys fins a aproximadament 1.000 milions d'anys. Fins i tot abans de la recombinació i el desacoblament, la matèria va començar a acumular-se al voltant de grups de matèria fosca.:4.1Els núvols d'hidrogen es van col·lapsar molt lentament per formar estrelles i galàxies, de manera que hi havia poques fonts de llum i l'emissió d'aquestes fonts era immediatament absorbida pels àtoms d'hidrogen. Els únics fotons (radiació electromagnètica o "llum") de l'univers eren els emesos durant el desacoblament (visible avui com el fons còsmic de microones) i les emissions de ràdio de 21 cm emeses ocasionalment per àtoms d'hidrogen. Aquest període es coneix com l'Edat Fosca Còsmica.
En algun moment, al voltant de 200 a 500 milions d'anys, es formen les primeres generacions d'estrelles i galàxies (encara s'estan investigant els temps exactes), i gradualment emergeixen grans estructures primerenques, atretes pels filaments de matèria fosca semblants a l'escuma que ja han començat a unir-se per tot l'univers. Les primeres generacions d'estrelles encara no s'han observat astronòmicament. Podrien haver estat molt massives (100–300 masses solars) i no metàl·liques, amb vides molt curtes en comparació amb la majoria d'estrelles que veiem avui dia, de manera que normalment acaben de cremar el seu combustible d'hidrogen i exploten com a supernoves d'inestabilitat de parells altament energètiques després de només milions d'anys. Altres teories suggereixen que podrien haver inclòs petites estrelles, algunes de les quals potser encara cremen avui dia. En qualsevol cas, aquestes primeres generacions de supernoves van crear la majoria dels elements quotidians que veiem al nostre voltant avui dia i van sembrar l'univers amb ells.

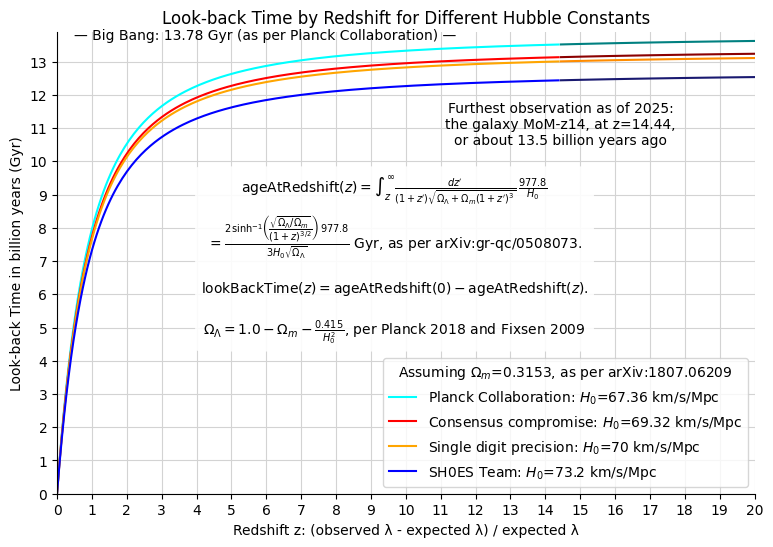
El temps de retrospecció de les observacions extragalàctiques pel seu desplaçament cap al vermell fins a z=20.

Els cúmuls i supercúmuls de galàxies emergeixen amb el temps. En algun moment, els fotons d'alta energia de les primeres estrelles, galàxies nanes i potser quàsars condueixen a un període de reionització que comença gradualment entre uns 250 i 500 milions d'anys i acaba fa uns 1.000 milions d'anys (els temps exactes encara s'estan investigant). L'Edat Fosca només va acabar completament fa aproximadament 1.000 milions d'anys, a mesura que l'univers va anar fent una transició gradual cap a l'univers que veiem al nostre voltant avui, però més dens, més calent, més intens en la formació estel·lar i més ric en galàxies espirals i irregulars més petites (particularment sense barrar), a diferència de les galàxies el·líptiques gegants.
Les galàxies més antigues que s'han observat, fa uns 330 milions d'anys després del Big Bang, o fa 13.400 milions d'anys (desplaçament cap al vermell de z = 13,2), tenen pocs elements més pesants que l'hidrogen (pobres en metalls) i mostren evidència espectroscòpica d'estar envoltades d'hidrogen neutre, tal com s'esperava. Altres anàlisis suggereixen que aquestes galàxies es van formar ràpidament en un entorn de radiació intensa.

### L'univers tal com apareix avui
Des de fa 1.000 milions d'anys i durant uns 12.800 milions d'anys, l'univers s'ha semblat molt semblant a com és avui i continuarà semblant durant molts milers de milions d'anys en el futur. El disc prim de la nostra galàxia va començar a formar-se quan l'univers tenia uns 5.000 milions d'anys o 9±2 Gya. El Sistema Solar es va formar fa uns 9.200 milions d'anys (4,6 Gya); la matèria orgànica més antiga consistent amb els processos vitals data de fa 4.000 milions d'anys.
L'aprimament de la matèria al llarg del temps redueix la capacitat de la matèria per desaccelerar gravitatòriament l'expansió de l'univers; en canvi, l'energia fosca és un factor constant que tendeix a accelerar l'expansió de l'univers. L'expansió de l'univers va superar un punt d'inflexió fa uns cinc o sis mil milions d'anys, quan l'univers va entrar a l'"era dominada per l'energia fosca" moderna, on l'expansió de l'univers ara s'està accelerant en lloc de desaccelerar. L'univers actual es coneix força bé, però més enllà d'uns 100.000 milions d'anys de temps còsmic (uns 86.000 milions d'anys en el futur), estem menys segurs de quin camí prendrà l'univers.

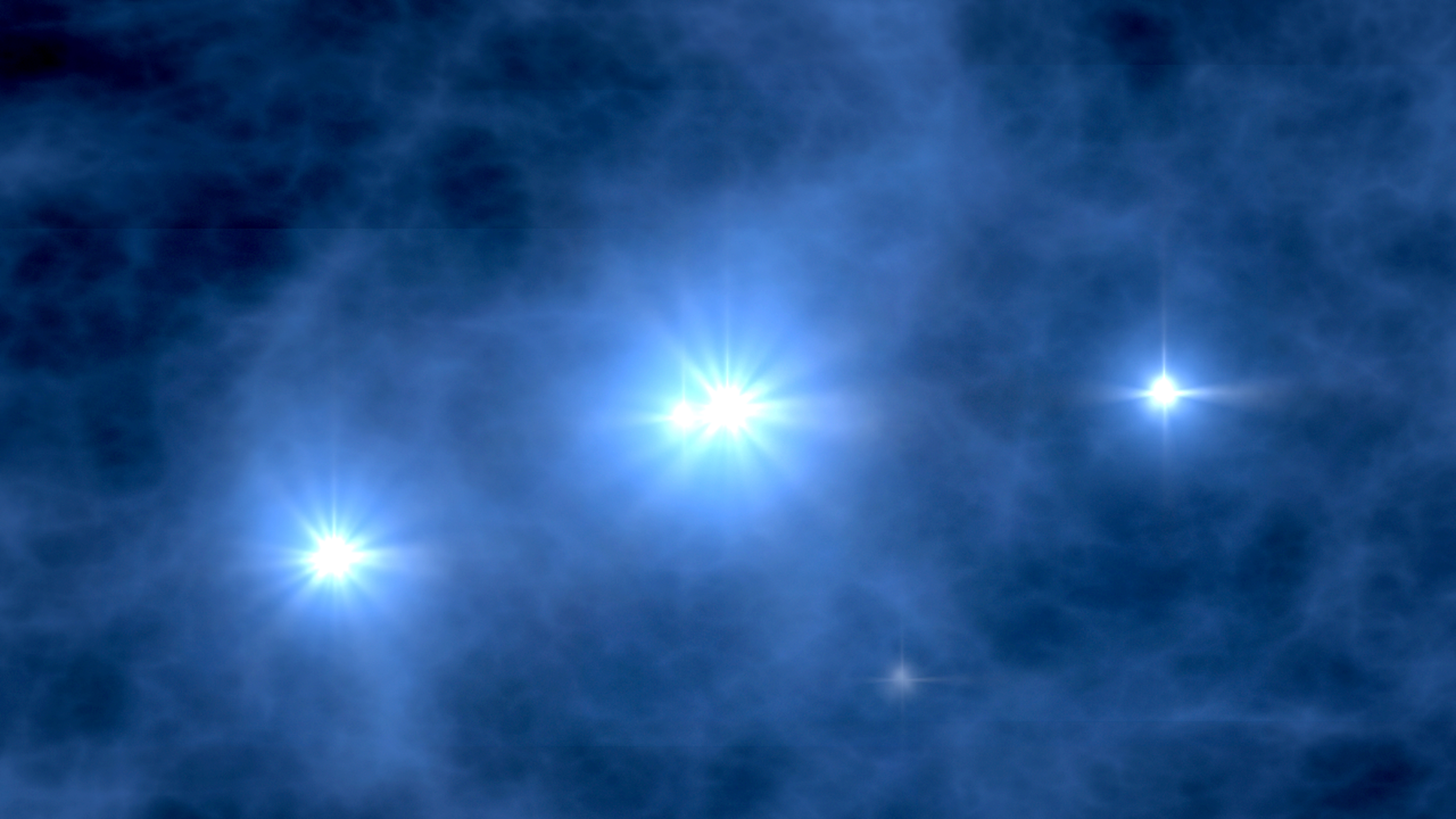
Impressió artística de les primeres estrelles, 400 milions d'anys després del Big Bang

## El Gran Bang
L' expansió observada de l'univers va conduir a un model físic anomenat Big Bang. El concepte inclou un estat primerenc de temperatura i densitat extremes; una versió d'alta precisió del model del Big Bang que utilitza la física convencional, coneguda com a Lambda-CDM, coincideix amb una àmplia gamma d'observacions astrofísiques. L'extrapolació enrere en el temps a temperatures i densitats més altes condueix a condicions en què la modelització física no ha donat lloc a prediccions quantitatives que coincideixin amb les observacions o a un territori on se sap que les lleis de la física existents fallen.:305

## Inflació
En aquest punt de l'univers primerenc, es creu que l'univers es va expandir enormement en una petita fracció de segon. Una distància d'un centímetre es va expandir a més de 10.000 milions de metres en 4×10−36 seconds. Aquesta fase de la història de l'expansió còsmica es coneix com a inflació. :3

## Univers primerenc
Després que la inflació còsmica acabés, l'univers es va omplir d'un plasma calent de quarks i gluons, les restes del reescalfament. A partir d'aquest punt, la física de l'univers primitiu es coneix molt millor, i les energies implicades en l'època dels quarks són directament accessibles en experiments de física de partícules i altres detectors. :5

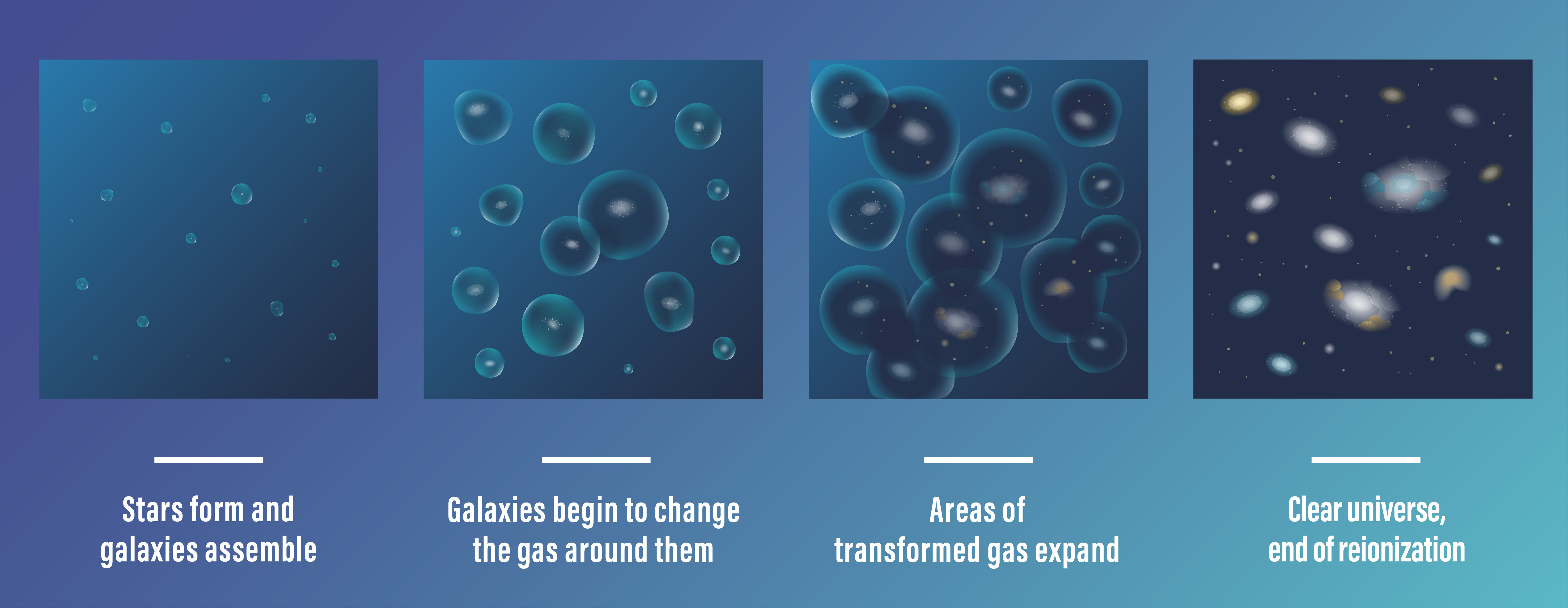
Fases de la reionització

## La gravetat construeix l'estructura còsmica
Després de la recombinació i el desacoblament, l'univers era transparent i s'havia refredat prou per permetre que la llum viatgés llargues distàncies, però no hi havia estructures productores de llum com ara estrelles i galàxies. Les estrelles i les galàxies es formen quan es formen regions denses de gas a causa de l'acció de la gravetat, i això triga molt de temps dins d'una densitat de gas gairebé uniforme i a l'escala requerida, per la qual cosa s'estima que les estrelles no van existir durant potser centenars de milions d'anys després de la recombinació.
Aquest període, conegut com l'Edat Fosca, va començar amb el desacoblament de fotons uns 370.000 anys després del Big Bang i acaba durant un llarg període de temps anomenat reionització. Durant l'Edat Fosca, la temperatura de l'univers es va refredar d'uns 4000 K a uns 60 K (3727 °C a uns −213 °C), i només existien dues fonts de fotons: els fotons alliberats durant la recombinació/desacoblament (quan es formaven àtoms d'hidrogen neutres), que encara podem detectar avui dia com a fons còsmic de microones (CMB), i els fotons alliberats ocasionalment per àtoms d'hidrogen neutres, coneguts com a línia d'espín 21 cm de l'hidrogen neutre. La línia d'espín de l'hidrogen es troba en l'interval de freqüències de microones, i en un termini de 3 milions d'anys, els fotons del CMB s'havien desplaçat cap al vermell de la llum visible a l'infraroig; des de llavors fins a les primeres estrelles, no hi va haver fotons de llum visible. A part potser d'algunes rares anomalies estadístiques, l'univers era realment fosc.

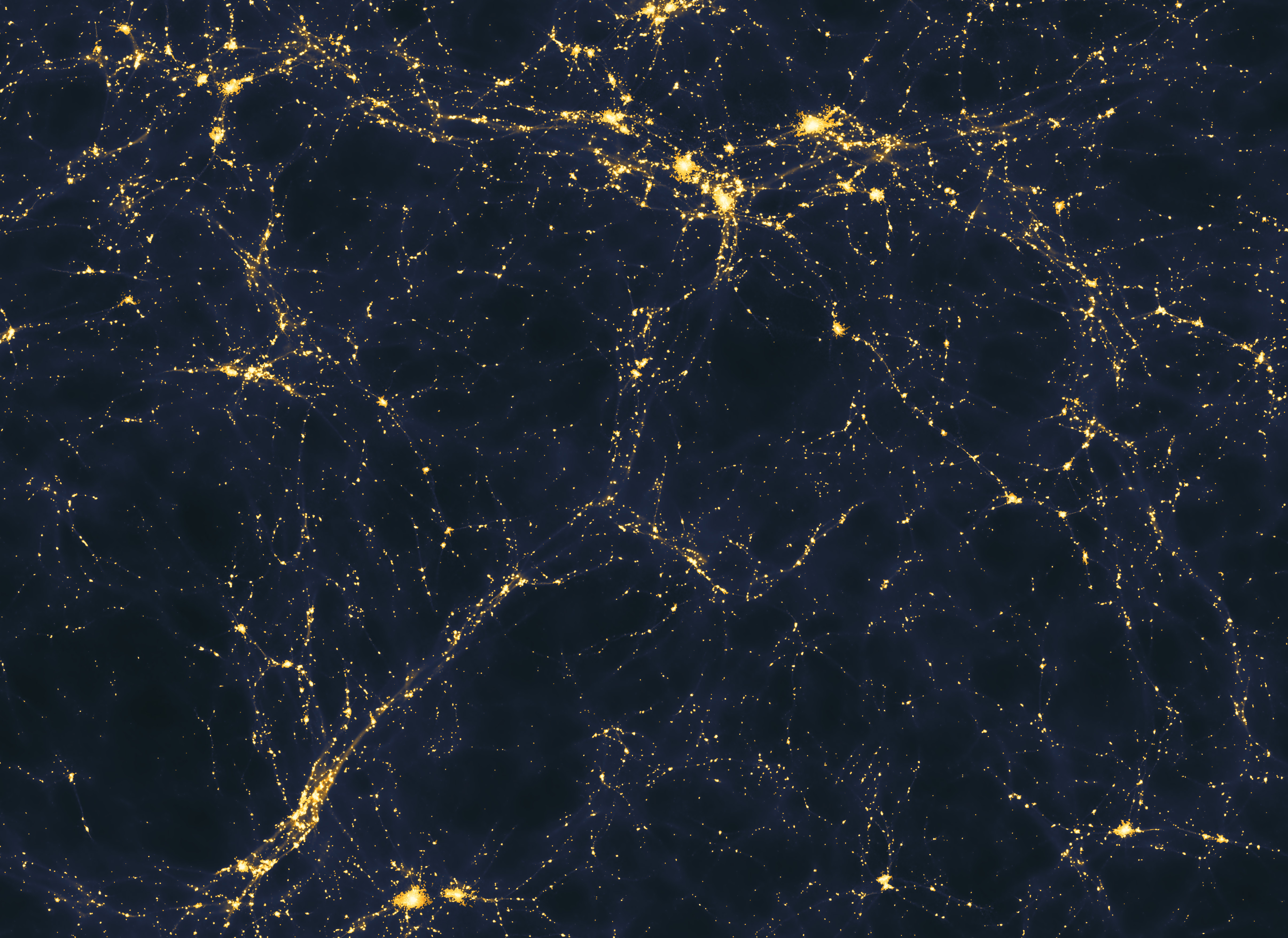
Vista simulada per ordinador de l'estructura a gran escala d'una part de l'univers d'uns 50 milions d'anys llum de diàmetre

## Present i futur
L'univers ha tingut un aspecte molt semblant al que es presenta ara, durant molts milers de milions d'anys. Continuarà tenint un aspecte similar durant molts més milers de milions d'anys en el futur. Es calcula que el disc galàctic de la Via Làctia es va formar fa 8.800 ± 1.700 milions d'anys, però només es coneix amb precisió l'edat del Sol, 4.567 milions d'anys.

## Futur llunyà i destí final
Hi ha diversos escenaris que competeixen per a l'evolució a llarg termini de l'univers. Quin d'ells passarà, si és que n'hi ha, depèn dels valors precisos de constants físiques com la constant cosmològica, la possibilitat de desintegració del protó, l'energia del buit (és a dir, l'energia de l'espai "buit" en si) i les lleis naturals més enllà del Model Estàndard.
Si l'expansió de l'univers continua i es manté en la seva forma actual, finalment totes les galàxies, excepte les més properes, seran arrossegades lluny de nosaltres per l'expansió de l'espai a una velocitat tal que l'univers observable quedarà limitat al nostre propi cúmul de galàxies local lligat gravitacionalment. A molt llarg termini (després de molts bilions —milers de milers de milions— d'anys, temps còsmic), l'Era Estel·lífera acabarà, a mesura que les estrelles deixin de néixer i fins i tot les estrelles més longeves morin gradualment. Més enllà d'això, tots els objectes de l'univers es refredaran i (amb la possible excepció dels protons ) es descompondran gradualment en les seves partícules constituents i després en partícules subatòmiques i fotons de molt baix nivell i altres partícules fonamentals, mitjançant una varietat de processos possibles